# Novovoronej
Novovoronej (en russe : Нововоронеж) est une ville de l'oblast de Voronej, en Russie. Sa population s'élevait à 31 540 habitants en 2020.

## Géographie
Novovoronej est située sur la rive gauche du Don, à 40 km au sud de Voronej et à 506 km au sud-sud-est de Moscou.

## Histoire
Novovoronej est une « ville satellite d'une centrale nucléaire » (en russe : Города-спутники АЭС), nom donné en Union soviétique et aujourd'hui en Russie, aux cités destinées à accueillir le personnel d'une centrale nucléaire. La centrale nucléaire de Novovoronej (en russe : Нововоро́нежская АЭС) est la première centrale nucléaire construite en Russie. Les travaux débutèrent en 1957 et elle fut mise en service en 1964. Elle est exploitée par Rosenergoatom et fournit 85 pour cent de l'électricité de l'oblast de Voronej. Elle assure également la moitié du chauffage de la ville de Novovoronej.

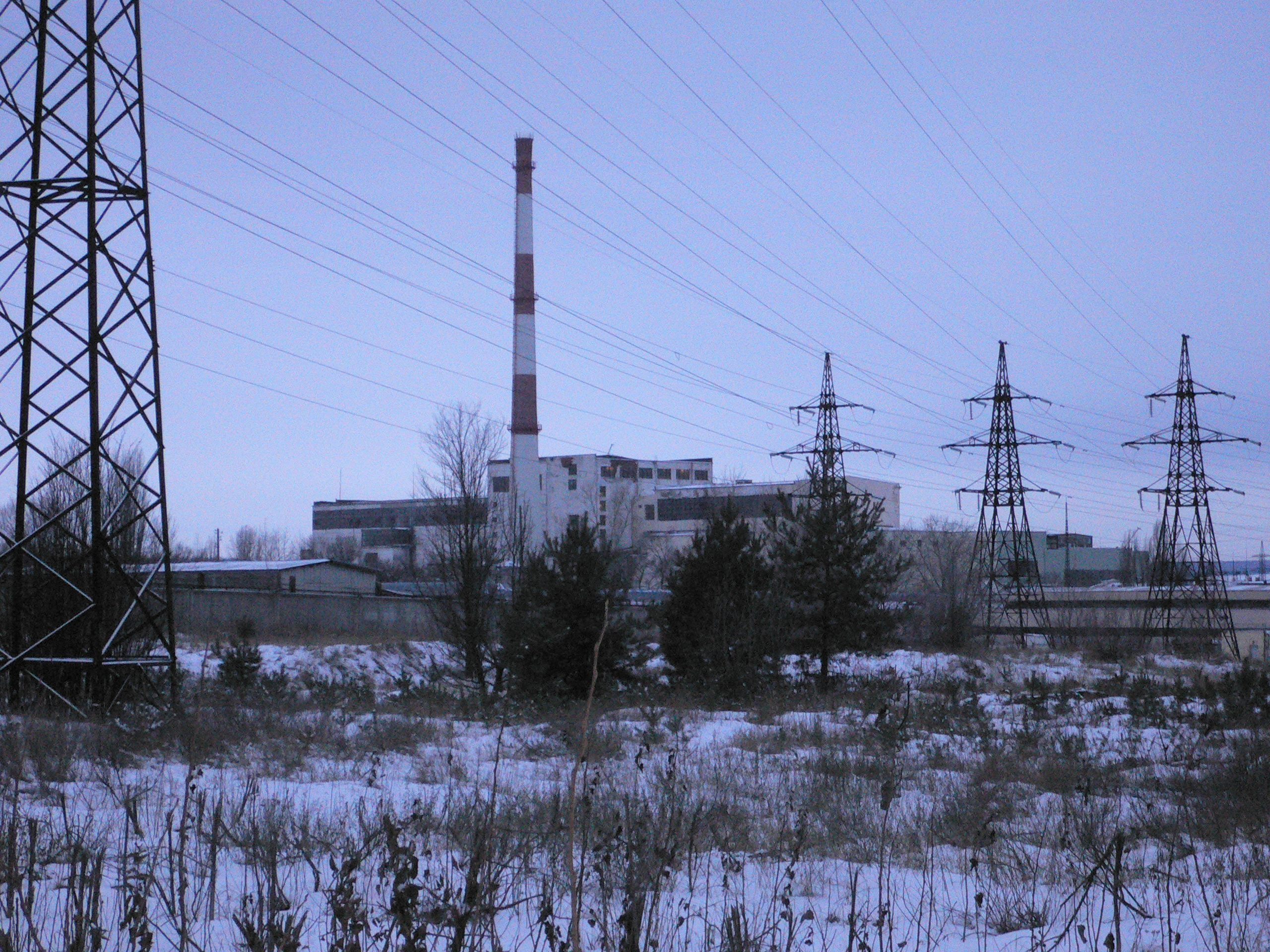
Centrale nucléaire de Novovoronej.

## Population
Recensements ou estimations de la population
| 1959* | 1970*  | 1979*  | 1989*  | 2002*  |
| ----- | ------ | ------ | ------ | ------ |
| 3 011 | 12 714 | 25 750 | 35 666 | 36 961 |

| 2010*  | 2012   | 2013   | 2014   | 2015   |
| ------ | ------ | ------ | ------ | ------ |
| 32 635 | 32 136 | 31 838 | 31 721 | 31 560 |

| 2016   | 2017   | 2018   | 2019   | 2020   |
| ------ | ------ | ------ | ------ | ------ |
| 31 502 | 31 607 | 31 503 | 31 568 | 31 540 |